# Peperomia cuchumatanica
Peperomia cuchumatanica är en pepparväxtart som beskrevs av Véliz. Peperomia cuchumatanica ingår i släktet peperomior, och familjen pepparväxter. Inga underarter finns listade i Catalogue of Life.